# Hansi Knoteck
Johanna „Hansi“ Knoteck, eigentlich Johanna Gnoteck (* 2. März 1914 in Wien, Österreich-Ungarn; † 23. Februar 2014 in Eggstätt), war eine österreichische Film- und Theaterschauspielerin.

## Leben
Knoteck wurde als Tochter eines Versicherungsdirektors geboren. Sie war die Großnichte der Wiener Burgschauspielerin Katharina Schratt. Nach dem Besuch einer Klosterschule trat sie mit 14 Jahren in die Ballettschule der Wiener Hofoper ein und studierte anschließend drei Jahre lang auf der Wiener Akademie für Musik und darstellende Kunst.
In Marienbad gab sie ihr Bühnendebüt in dem Stück Junge Liebe. Vom Theater in Mährisch-Ostrau aus wurde sie an das Leipziger Alte Theater verpflichtet, wo sie in dem Kamarèschen Stück Der junge Baron Neuhaus einen besonderen Erfolg feiern konnte. Auch nachdem sie von der UFA verpflichtet worden war, trat sie regelmäßig im Theater auf. Sie war die naive Puppi in Billingers Stille Gäste, Gozzis Turandot, war Rautendelein und Hannele und Gretchen.
Ihre Filmkarriere begann Knoteck 1934 als 20-Jährige nach Probeaufnahmen der UFA-Nachwuchsabteilung sogleich mit einer Hauptrolle in der Ludwig-Ganghofer-Verfilmung Schloß Hubertus. Hansi Knoteck wurde insgesamt siebenmal als Interpretin Ganghoferscher Mädchen- und Frauenfiguren herangezogen. In der Filmzeitung Der Film, Nr. 51, hieß es 1940, Hansi Knoteck sei „ohne Felsgipfel, Bergwiesen und strohgedeckte Bauernhäuser, ohne Edelweiß und Dirndlkleider nicht denkbar.“ Dieser Typ des „Seelchens“ in den Heimatfilmen führte dazu, dass sie sich nicht zur dramatischen Schauspielerin entwickelte. Als Zigeunerin Saffi und Partnerin Adolf Wohlbrücks in dem Film Der Zigeunerbaron (1935) wurde Knoteck mit einem Male populär. Zu ihren bekanntesten Filmen der 30er Jahre gehörten Fürst Woronzeff (1934), Das Mädchen vom Moorhof (1935), Das Schweigen im Walde (1937), Der Mann, der Sherlock Holmes war (1937) an der Seite von Hans Albers und Heinz Rühmann und Waldrausch (1939).
In den Kriegsjahren nahm ihre Filmtätigkeit ab. 1940 heiratete sie den Schauspieler Viktor Staal (1909–1982). Im Jahr 1942 wurde der Sohn Hannes geboren. Die Familie Staal lebte seither in München. Sie stand 1944 in der Gottbegnadeten-Liste des Reichsministeriums für Volksaufklärung und Propaganda.
Nach dem Krieg prägte ihr Ruf, den sie mit den Heimatfilmen hatte, ihre weiteren Rollen. Zu ihren Filmen der 50er Jahre gehörten Grenzstation 58 (1950), Der Jagerloisl vom Tegernsee (1951) nach Ludwig Thoma und Der Pfarrer von Kirchfeld (1955). 1974 feierte Hansi Knoteck in dem Film Der Jäger von Fall als Friedels Mutter ein kurzes Comeback. Danach zog sie sich endgültig aus dem Filmgeschäft zurück.
Hansi Knoteck starb wenige Tage vor ihrem 100. Geburtstag im bayrischen Eggstätt. Ihre letzte Ruhestätte befindet sich auf dem Münchener Nordfriedhof (Grab-Nr. 64-5-14).
Der Grabstein ihres Gatten wurde von Gauting hierher gebracht.

## Filmografie
- 1934: Schloß Hubertus
- 1934: Fürst Woronzeff
- 1935: Das Mädchen vom Moorhof
- 1935: Der Zigeunerbaron – Regie: Karl Hartl
- 1935: Die Heilige und ihr Narr – Regie: Hans Deppe
- 1936: Inkognito – Regie: Richard Schneider-Edenkoben
- 1937: Waldwinter – Regie: Fritz Peter Buch
- 1937: Brillanten – Regie: Eduard von Borsody
- 1937: Das schöne Fräulein Schragg
- 1937: Das Schweigen im Walde – Regie: Hans Deppe
- 1937: Der Mann, der Sherlock Holmes war
- 1937: Ritt in die Freiheit
- 1937: Wenn Frauen schweigen – Regie: Fritz Kirchhoff
- 1937: Gewitter im Mai – Regie: Hans Deppe
- 1938: Prinzessin Wildfang – Regie: Fritz Thiery
- 1938: Der Edelweißkönig
- 1939: Heimatland
- 1939: Waldrausch
- 1940: Das sündige Dorf
- 1940: Im Schatten des Berges
- 1940: Der laufende Berg – Regie: Hans Deppe
- 1941: Venus vor Gericht
- 1942: Die Erbin vom Rosenhof – Regie: Franz Seitz
- 1944: Das war mein Leben – Regie: Paul Martin
- 1948: Leckerbissen – Regie: Werner Malbran
- 1950: Die fidele Tankstelle
- 1951: Grenzstation 58
- 1951: Heimat, Deine Sterne
- 1952: Haus des Lebens
- 1952: Heimatglocken
- 1954: Am Anfang war es Sünde
- 1955: Der dunkle Stern
- 1955: Der Pfarrer von Kirchfeld
- 1974: Der Jäger von Fall